# ハプロフレンティス

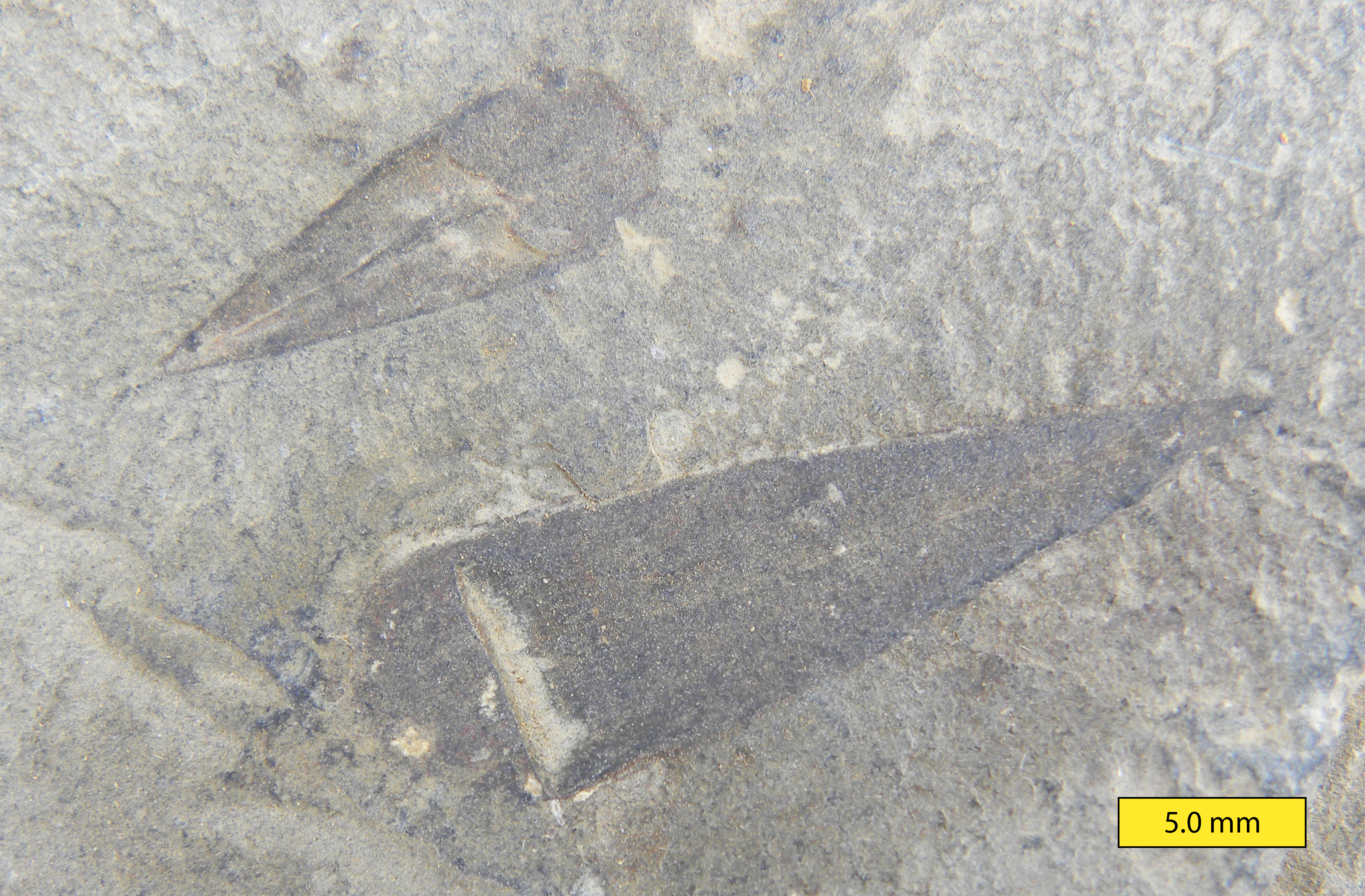
Haplophrentis carinatus.

ハプロフレンティス（Haplophrentis）は、カンブリア紀の生物。小さな殻で覆われた動物であったとされる。その殻は長くて円錐形をしており、2本の長い触手のような器官を持っていた。これらの器官はおそらくスタビライザーの働きをしたか、移動のために使われた、もしくは捕食のために使われたと考察されている。
ハプロフレンティスの化石は、捕食者とされるオットイア体内にて見つかった。
ハプロフレンティスは、2-6mm程度の間の大きさをとった。この動物はヒオリテスとされている場合もある。しかし、一部の科学者はこの動物を軟体動物と考えている。